# Fakel Novy Urengoy
O Voleibolni Klub Fakel (em russo:  волейбольный клуб Факел), também conhecido como Fakel Novy Urengoy, é um time russo de voleibol masculino da cidade de Novy Urengoy. Atualmente disputa a Superliga Russa.

## Histórico
A estreia de Fakel no campeonato russo aconteceu na temporada 1996-97; a equipe conquistou o 17º lugar na Primeira Liga. Em 2001, "Fakel" conquistou o terceiro lugar no torneio final da Liga Principal "B", e na temporada seguinte, tendo perdido apenas três partidas em todo o campeonato, venceu a final e passou para a Liga Principal "A". Demorou apenas dois anos para Fakel entrar na Superliga. Em 2003, o Novy Urengoy ficou em terceiro, em 2004, sob a liderança de Vladimir Kondra , eles terminaram em segundo lugar depois do Lokomotiv Novosibirsk.
Antes do início da temporada 2004-05, o line-up da equipe foi radicalmente atualizado: a equipe foi reabastecida pelos jogadores Matti Ollikainen e Vladimir Sukharev, os opostos Andrey Tkachenko e Alexei Cheremisin, os centrais Adam Novik e Denis Abakumov, e o levantador Alexey Babeshin. Em sua primeira temporada na elite do voleibol russo, a equipe terminou na 11º lugar, mantendo assim sua permanência na Superliga.
Na temporada 2006-07 o clube conquistou o título da Taça CEV da temporada, vencendo o Copra Piacenza por 3 sets a 0, interrompendo uma sequência de 16 títulos consecutivos de clubes italianos.
Na temporada 2015-16 o clube voltou a chegar a uma final da nova Taça Challenge, perdendo duas partidas das finais por 3 a 2 para o Calzedonia Verona. Na temporada seguinte repetiu o feito de chegar a final da Taça Challenge, porém desta vez, derrotou o Chaumont Volley-Ball 52, da França, e levantou mais uma taça continental.

## Títulos e resultados

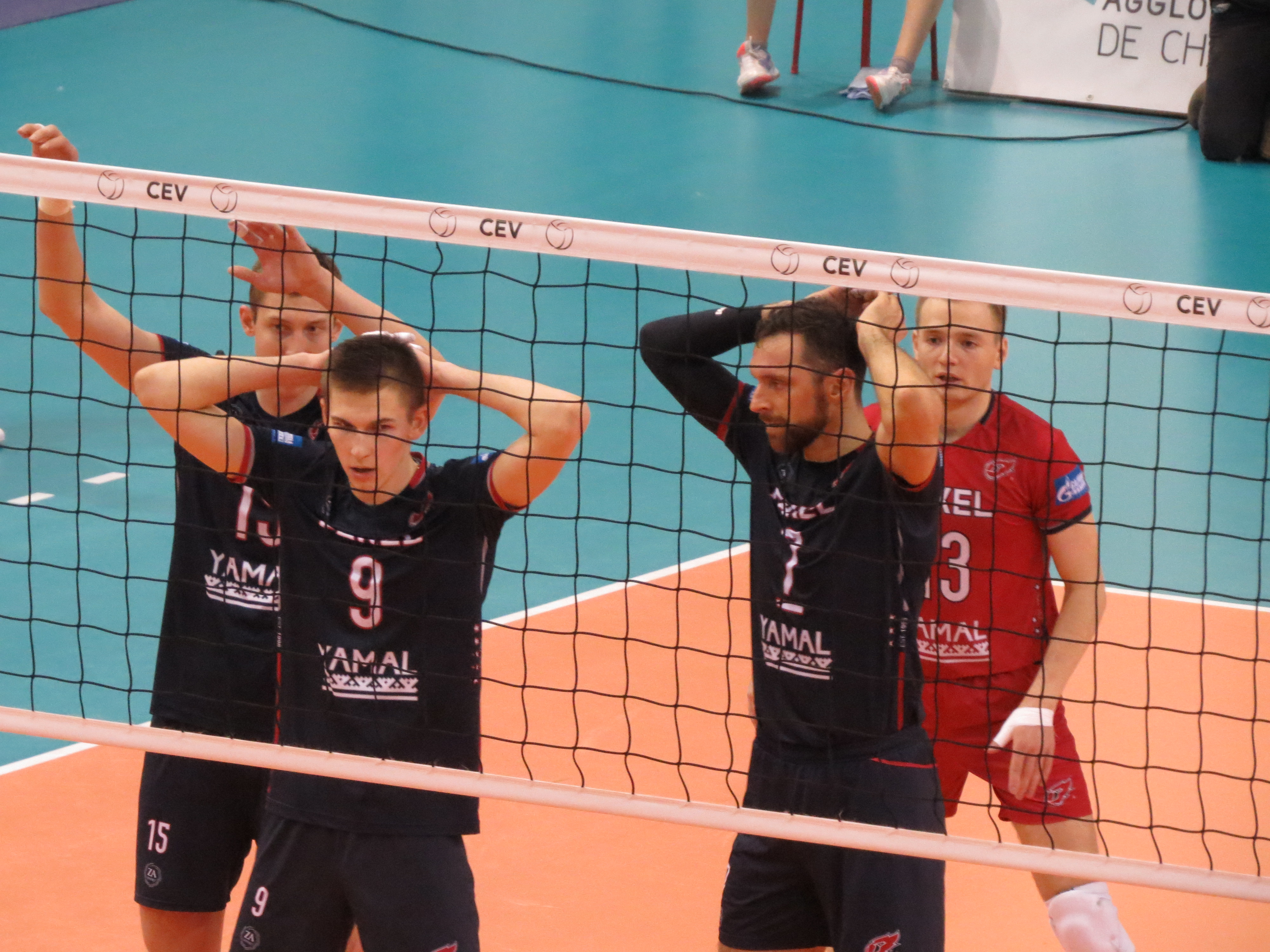
Fakel Novy Urengoy em 2017, pela Taça Challenge.

### Campeonatos internacionais e continentais
Mundial de Clubes
- Terceiro lugar (1x): 2018

 Taça CEV
- Campeão (1x): 2006-07

 Taça Challenge
- Campeão (1x): 2016-17
- Vice-campeão (1x): 2015-16

### Campeonatos nacionais
Campeonato Russo
- Terceiro lugar (2x): 2008-09, 2018-19

 Copa da Rússia
- Vice-campeão (1x): 2006

 Taça da Sibéria e Extremo Oriente
- Campeão (2x): 2006, 2007

## Elenco atual
Atletas selecionados para disputar a temporada 2021-22: 
 Técnico:  Roman Yakovlev
| Camisa | Nome                   | Posição    | Nacionalidade |
| ------ | ---------------------- | ---------- | ------------- |
| 1      | Tsimafei Zhukouski     | levantador | croata        |
| 2      | Alexander Melnikov     | central    | russo         |
| 5      | Omar Kurbanov          | ponteiro   | russo         |
| 6      | Uladzislau Babkevich   | oposto     | bielorrusso   |
| 7      | Stanislav Dineykin Jr. | ponteiro   | russo         |
| 8      | Nikita Mushenko        | ponteiro   | russo         |
| 10     | Alexander Melnikov     | central    | russo         |
| 11     | Alexey Chanchikov      | líbero     | russo         |
| 12     | Evgeny Andreev         | líbero     | russo         |
| 13     | Vadim Yutsevich        | ponteiro   | russo         |
| 14     | Nikita Krot            | central    | russo         |
| 16     | Ilya Petrushov         | líbero     | russo         |
| 17     | Alexey Safonov         | central    | russo         |
| 19     | Mikhail Vyshnikov      | levantador | russo         |
| 20     | Nikita Morozov         | oposto     | russo         |
| 21     | Korney Enns            | oposto     | russo         |